# Město Albrechtice
Město Albrechtice (deutsch Olbersdorf) ist eine Stadt im tschechischen Moravskoslezský kraj (Mährisch-Schlesische Region) im Okres Bruntál (Bezirk Freudenthal).

## Geographische Lage
Die Stadt liegt in den Sudeten, etwa 20 Kilometer südwestlich von Leobschütz und 37 Kilometer nordwestlich von Troppau, auf einer Höhe von 350 Meter über Meer in der Olbersdorfer Senke (Albrechtická kotlina) des Zuckmanteler Berglands (Zlatohorská vrchovina, Oppagebirge) beiderseits der Goldoppa, die unterhalb der Stadt die Grenze zur polnischen Woiwodschaft Niederschlesien bildet. Nachbarorte sind im Norden Rudíkovy, im Nordosten Biskupice, im Südosten Opavice und das polnische Opawica, im Süden Žáry und Burkvíz sowie im Westen Hynčice. Die Katasterfläche beträgt 6527 Hektar.

## Geschichte

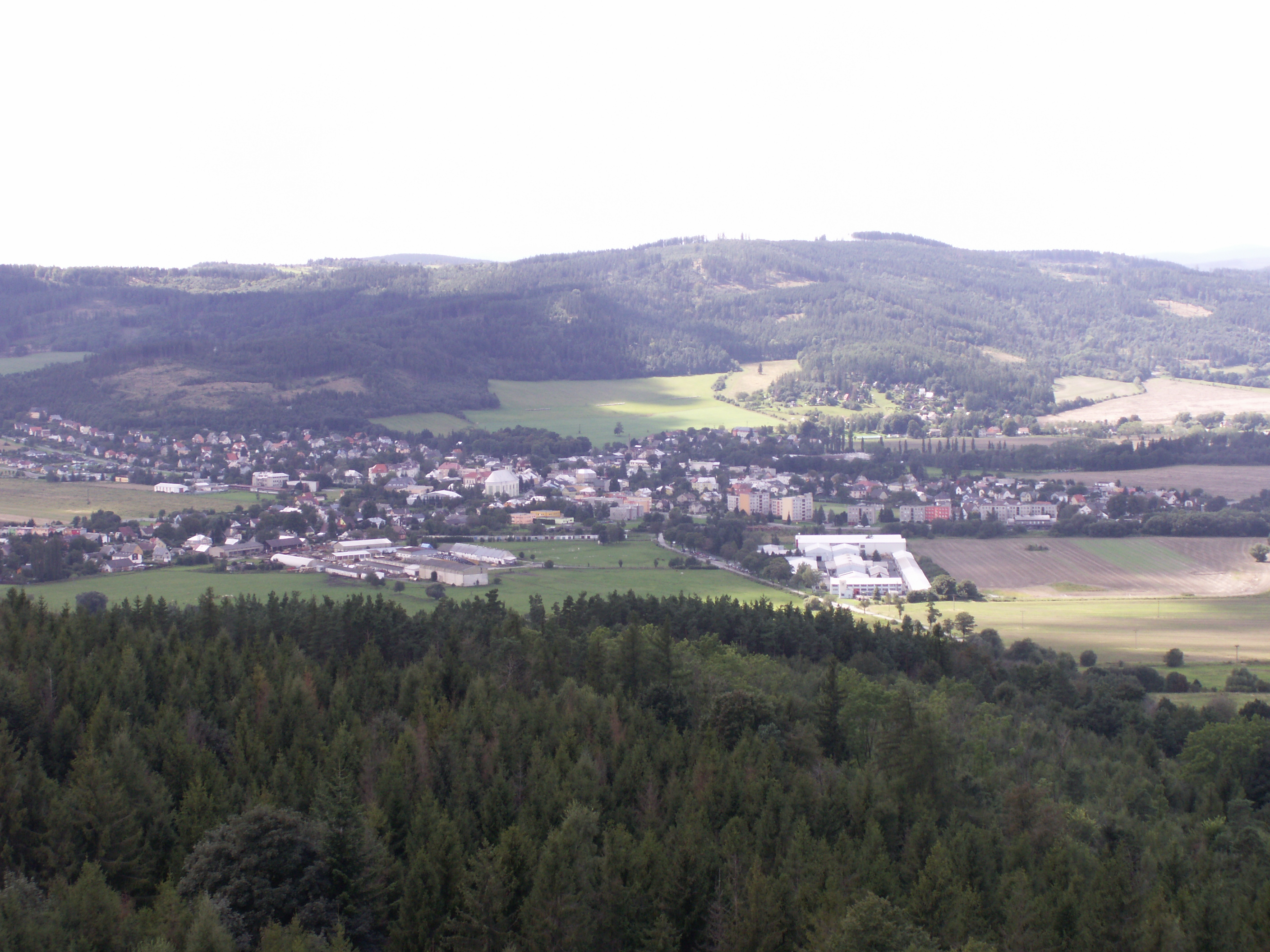
Blick vom Hraniční vrch auf Město Albrechtice

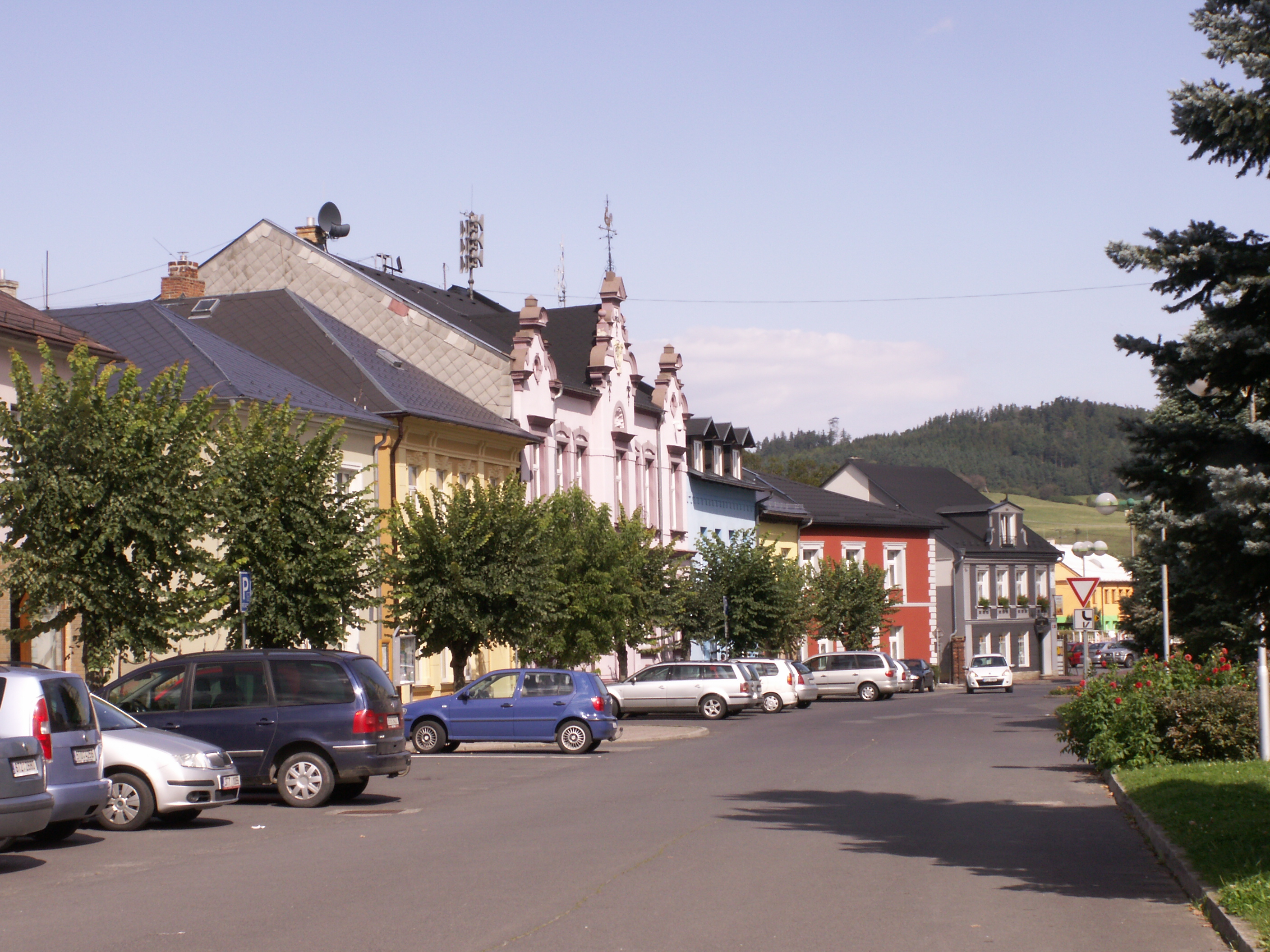
Straßenzug im Stadtzentrum

Der als Waldhufendorf angelegte Ort Albirchtisdorf wurde 1377 bei der Teilung des Herzogtums Troppau erstmals erwähnt. 1390 wurde Jobst von Mähren Besitzer der Herrschaft Olbersdorf, ab 1420 folgten die Ritter von Stosch und 1492 die Makrota. Die alte Veste wurde 1474 durch die Truppen des Königs Matthias Corvinus zerstört. 1492 ließ Adolf Makrota in Olbersdorf durch Vladislav II. eine Stadt gründen und mit verschiedenen Privilegien ausstatten. Das alte Dorf bestand weiterhin als Olbersdorf Dorf –  zwischen dem Ober- und dem Niederdorf lag die Stadt. 1503 erwarben die Herren von Füllstein den Besitz, der nach der Schlacht am Weißen Berg konfisziert wurde. 1623 erhielten die Jesuiten in Neisse Olbersdorf. 1716 erhob Karl VI. Olbersdorf zu einer Freien Standesherrschaft.
Nach der Abtretung des größten Teils von Schlesien an Preußen 1742 verblieb die Stadt bei Österreichisch-Schlesien. Die unmittelbar vor der Stadt entstandene Grenze behinderte deren weitere Entwicklung stark. 1745 übergaben die Neisser Jesuiten Olbersdorf an die Jesuiten in Troppau; 1773 gingen deren Güter an die k.k.-Hofkammer über.
1813 überflutete ein schweres Hochwasser der Goldoppa die Stadt so, dass ihre Bewohner in die höher gelegenen Nachbardörfer Burgwiese und Oberschaar flüchteten. 1824 wurde Karl Traugott Skrbenský von Hřiště auf Gotschdorf (Hošťálkovy) neuer Grundherr, der den Besitz schon ein Jahr später an die Troppauer Kaufleute Vincenz Keil und Vincenz Tlach weiterveräußerte. Diese errichteten 1837 bei der Stadt ein Blechwalzwerk, das zum größten Arbeitgeber der Region wurde. In den 1890er Jahren erfolgte die Verlegung des Werkes nach Oderberg, wo es in den Vereinigten Eisenhütten- und Drahtwerken aufging. Infolge des Verlustes der Arbeitsplätze sank die Einwohnerzahl um 15 Prozent.
Die Bezirksstraße entlang der Goldoppa nach Hermannstadt wurde 1835 gebaut. Etwa 1850 errichtete Paul Primavesi eine Leinenspinnerei, die in ihrer Blütezeit unter den 10 größten Spinnereien der Monarchie war. Auch wurde vom Werk der Bau der Eisenbahn von Jägerndorf nach Bad Ziegenhals  gefördert, wodurch Olbersdorf einen Bahnanschluss erhielt. Nach der mehrheitlichen Übernahme des Unternehmens durch Otto Primavesi wurde das Werk ein Teil des Konkurses, verursacht durch übermäßige Stützung der Wiener Werkstätte.
Durch das Münchner Abkommen wurde Olbersdorf 1938 dem Deutschen Reich zugesprochen;  bis 1945 gehörte Olbersdorf zum Landkreis Jägerndorf im Regierungsbezirk Troppau im Reichsgau Sudetenland. Nach dem Zweiten Weltkrieg kam  Olbersdorf zur Tschechoslowakei zurück. Die überwiegend deutschsprachige Bevölkerung wurde  vertrieben; nur einige Spinnmeister mussten bleiben. Später erzeugte das Werk Glühlampen. Nach der Samtenen Revolution wurde das unrentable Werk geschlossen.

## Demographie
| Jahr | Einwohner | Anmerkungen                             |
| ---- | --------- | --------------------------------------- |
| 1834 | 0714      | deutsche katholische Einwohner          |
| 1900 | 1.028     | (als Gemeinde 2.376) deutsche Einwohner |
| 1930 | 2.843     | [ 4 ]                                   |
| 1939 | 2.582     | [ 4 ]                                   |

## Bauwerke
- Aussichtsturm Hraniční vrch

## Gemeindegliederung
Zur Stadt Město Albrechtice gehören die Ortsteile Burkvíz („Burgwiese“), Česká Ves (Neudörfel), Dlouhá Voda („Langwasser“), Hynčice („Heinzendorf“), Linhartovy (Geppersdorf), Opavice (Tropplowitz), Piskořov (Peischdorf), Valštejn („Wallstein“) und Žáry (Oberschaar) sowie die Weiler Biskupice (Bischofwalde), Láč („Latsch“), Malý Valštejn („Klein Wallstein“), Velký Valštejn („Groß Wallstein“) und Ztracená Voda (Verlorenwasser).

## Städtepartnerschaften
- Biała, Polen
- Głubczyce, Polen
- Komprachcice, Polen
- Lubrza, Polen
- Precenicco, Italien
- Prudnik, Polen

## Bürgermeister der Stadt Olbersdorf
- 1885 bis 1892 Karl Escher
- 1892 bis 1898 Albert Tittel
- 1898 bis 1899 Rudolf Koloczek
- 1899 bis 1902 Xaver Bank
- 1902 bis 1918 Adolf Koppitz
- 1918 bis 1919 Gustav Stölzel
- 1919 bis 1928 Paul Primavesi
- 1928 bis 1932 Friedrich Hauke, Kaufmann
- 1932 bis 1932 Rudolf Koppitz
- 1932 bis 1932 Karl Groß
- 1932 bis 1933 Ferdinand Zopp
- 1933 bis 1938 Ludwig Richter
- 1938 bis 1944 Karl Groß, Kaufmann
- 1944 bis 1945 Rudolf Koppitz
- 2005 bis 2007 Petr Šolc
- seit 2007 Luděk Volek

## Söhne und Töchter der Stadt
- Heinrich Ferdinand Möller (1745–1798), Schauspieler und Schriftsteller
- Leopold von Sedlnitzky (1787–1871), Fürstbischof von Breslau, geboren in Geppersdorf
- Albert Adam (1824–1894), Maler, geboren in Heinzendorf
- Alois Philipp Hellmann (1841–1903), österreichischer Apotheker, Journalist und Schriftsteller
- Leo Schubert (1885–1968), sudetendeutscher Bürgermeister und Abgeordneter
- Alois Fietz (1890–1968), deutscher Archeobotaniker
- František Gel (1901–1972), tschechischer Journalist
- Lola Chlud (1905–2000), deutsche Schauspielerin
- Hans E. Gerr (* 1937), deutscher Erziehungswissenschaftler
- Dietfried Krömer (1938–2006), deutscher Altphilologe
- Miloslav Gajdoš (* 1948), Kontrabassist, Musikpädagoge und Komponist
- Loukas Vyntra (* 1981), griechischer Fußballspieler